# Друга посланица Тимотеју
Друга посланица Тимотеју је једна од књига Библије и Новога завета. Припада у пасторалне посланице заједно с Првом посланицом Тимотеју и Посланицом Титу. Традиционално се приписује апостолу Павлу и сматра се Павловим духовним тестаментом. Посвећена је Тимотеју, Павловом сараднику кога, предосећајући свој крај, Павле подстиче да све снаге посвети Јеванђељу. Скраћеница књиге је 2 Тим.

## Аутор
Стручњаци су се подијелили око ауторства посланице. Већина сматра, да ју је написао св. Павле пред крај свог живота 67. године, како и пише у почетку ове посланице: „Од Павла, апостола Исуса Христа по вољи Божијој за обећање живота у Исусу Христу“ (2 Тим 1,1). Тако су сматрали и хршћани у првим вековима. Тек се у последњих 200 година јављају израженије сумње, да пасторалне посланице није написао Павле. Могуће је да их је написао анонимни хршћанин школован у духу Павловог учења. Међутим, док Прва посланица Тимотеју и Посланица Титу имају доста сличности, Друга посланица Тимотеју се разликује од њих по језику и идејама и сличнија је осталим Павловим посланицама, поготово онима које је написао у заточеништву. 

## Тимотеј
Тимотеј се први пута спомиње у Делима апостолским (Дап 16,1). Његова мајка Евникија и бака Лоида се спомињу у Другој посланици Тимотеју (2 Тим 1,5). Тимотеј је упознао Павла, током његове друге посете Листри. Павле га је преобратио на хришћанство и постао његов ментор. Заједно су ишли на бројна мисијска путовања. Тимотеј је помагао Павлу, проповедао и ширио Јеванђеље с њим, али и појединачно.